# Dagmar Deutschendorf
Dagmar Ellen Deutschendorf (geb. Ludwig; * 4. November 1949 in Gera; † 4. September 2023 in Berndorf (Twistetal)) war eine deutsche Politikerin der Grünen. Sie war von 1997 bis 1999 Abgeordnete im Hessischen Landtag.

## Leben
Deutschendorf absolvierte von 1967 bis 1969 eine Lehre als Bürokauffrau bei der VEBA-CHEMIE AG, wo sie danach bis 1970 als Sachbearbeiterin in der Ausbildungsabteilung tätig war. Danach arbeitete sie bis 1972 als Abteilungssekretärin, bevor sie von 1972 bis 1975 an den Universitäten in Münster und Essen Sozialpädagogik studierte. Nach dem Studium arbeitete sie bis 1978 als Sozialpädagogin. Danach trat sie eine bis 1990 andauernde Familienpause an, um ihre drei Kinder zu erziehen.
Sie verstarb am 4. September 2023 in Berndorf.

## Wirken
Deutschendorf wurde 1989 Mitglied der Grünen. Ab 1990 wurde sie Kreisgeschäftsführerin der Partei in Waldeck-Frankenberg. Von 1994 bis 1995 war sie Regionalmitarbeiterin des Frankenberger Landtagsabgeordneten Jürgen Frömmrich. Zugleich war sie bis 1995 Vorsitzende der Partei in Waldeck-Frankenberg, wo sie von März 1997 bis September 1997 ehrenamtliche Kreisbeigeordnete war. Am 9. September 1997 zog sie für den Abgeordneten Horst Burghardt, der in Friedrichsdorf zum Bürgermeister gewählt worden war, in den Hessischen Landtag ein. Diesem gehörte sie noch bis zum Ende der 14. Wahlperiode am 4. April 1999 an. Deutschendorf war während der Ausübung ihres Landtagsmandats stellvertretende Vorsitzende des Ausschusses für Wohnen, Landesplanung und Verkehr. Von März 1997 bis September 1997 war sie ehrenamtliche Kreisbeigeordnete. 2006 wurde sie in den Kreistag des Landkreises Waldeck-Frankenberg gewählt. Von 2016 bis 2021 war sie dort stellvertretende Fraktionsvorsitzende.